# Sulmona
Sulmona (abruški: Sulmóne; latinski: Sulmo; starogrčki: Σουλμῶν, romanizirano: Soulmôn) grad je i općina u pokrajini L'Aquila u Abruzzu u Italiji. Smještena je na visoravni Valle Peligni, koju je nekada u prapovijesno doba ispunjavalo jezero. U antici bio je jedan od najvažnijih naseljenih mjesta plemena Paelignija, a poznat je po tome što je bio rodni grad rimskog pjesnika Ovidija. Negov brončani kip nalazi na glavnoj gradskoj ulici, koja je dobila ime po njemu.